# 全リベリア連合党
全リベリア連合党（ぜんリベリアれんごうとう、All Liberia Coalition Party、略称:ALCOP）は、リベリアの政党。
1997年7月19日に行われた総選挙（Liberia elections, 1997）では大統領候補として党首のアルハジ・クロマー（Alhaji G.V. Kromah）を
擁立した。クロマーは4.02パーセントを得票している。大統領選挙とともに行われた議会選挙では、全リベリア連合党は、上院（Senate）で2議席、下院（House of Representatives）で3議席をそれぞれ獲得した。
2005年にクロマーは再び大統領選挙に党公認候補として立候補したが、得票率2.8パーセントを得て落選した。同日の議会総選挙では、上院1議席、下院2議席をそれぞれ得た。